# Ozeblin
Ozeblin är ett berg i Kroatien.   Det ligger i länet Lika, i den centrala delen av landet, 140 km söder om huvudstaden Zagreb. Toppen på Ozeblin är 1 657 meter över havet.
Terrängen runt Ozeblin är huvudsakligen kuperad. Ozeblin är den högsta punkten i trakten. Runt Ozeblin är det mycket glesbefolkat, med 4 invånare per kvadratkilometer. Närmaste större samhälle är Dnopolje, 3,6 km öster om Ozeblin. I omgivningarna runt Ozeblin växer i huvudsak lövfällande lövskog.